# 郷間勇太
郷間 勇太（ごうま ゆうた、1988年9月2日 - ）は、地方競馬の高知競馬場・田中譲二厩舎に所属する騎手。勝負服の柄は胴白・黒ダイヤモンド、袖黒。血液型A型。地方競馬教養センター騎手課程第84期生。
神奈川県川崎市出身で、2016年7月25日に神奈川県騎手会所属へ変更したが、さらに2017年7月に高知競馬場へ移籍した（後述）。

## 来歴
2006年9月29日付けで地方競馬騎手免許を取得し、鬼沢裕充厩舎からデビュー。同年10月30日第10回川崎競馬1日目第1競走2歳七組条件戦3番人気カサイクイーンで初騎乗（10頭立て9着）。翌2007年1月29日第13回川崎競馬1日目第2競走C3五組六組条件戦を1番人気ダイタクマイラーで優勝し、29戦目で初勝利。
2007年9月1日付けで鬼沢裕充厩舎から鳥飼春弥厩舎に所属変更。
2008年4月1日から9月30日までの予定で高知競馬場で期間限定騎乗を行ったが、期間を延長し2009年3月31日まで騎乗した。高知競馬での所属は雑賀正光厩舎。
2008年7月6日には高知競馬第5競走にチームのぶいんち協賛GO!郷間勇太特別、第6競走に川崎競馬倶楽部協賛ガンバレ郷間勇太特別が実施された。
2009年1月12日第23回全日本新人王争覇戦出場（12人中10位）。同年8月17日付けで鳥飼春弥厩舎から稲垣純緒厩舎に所属変更。
2010年10月1日から2011年9月30日までの予定で高知競馬場で期間限定騎乗を行う。高知競馬での所属は田中守厩舎。。
2011年5月9日第5回高知競馬9日目第10競走第2回福永洋一記念をイーグルビスティーで優勝（11頭立て6番人気）し、重賞初制覇。
2012年5月31日付けで稲垣純緒調教師引退に伴い、鈴木義久厩舎に所属変更。同年12月16日第5回中山競馬6日目第9競走千葉テレビ杯でトキノドラゴンに騎乗し、中央競馬初騎乗（13番人気11着）。
2013年4月17日第1回川崎競馬3日目第3競走C3七組八組条件戦をドリームカクテルで優勝（12頭立て8番人気）し、地方競馬通算100勝を達成。
2016年7月25日付けで鈴木義久厩舎から神奈川県騎手会所属に変更。同年8月6日から2017年7月23日までの予定で高知競馬場田中譲二厩舎に所属して期間限定騎乗を行う。期間限定騎乗中の2016年12月1日付けで、高知競馬での所属が田中譲二厩舎から田中守厩舎に変更されたが、2017年7月24日付けで正式に高知競馬場へ移籍することが発表された。
地方通算成績は2311戦157勝・2着185回・3着212回・勝率6.8%・連対率14.8%（2017年3月18日現在）。
中央競馬成績は1戦0勝。

## 主な騎乗馬
- イーグルビスティー（2011年福永洋一記念）
- ペイシャワイルド（2020年土佐秋月賞）